# Циммервальдская улица
Циммервальдская улица — небольшая улица в Центральном районе Твери. Находится в исторической части города Затьмачье.

## География
Циммервальдская улица начинается от Краснофлотской набережной напротив стадиона Суворовского училища. Идёт на юго-запад, пересекает улицу Дмитрия Донского. Упирается в переулок Трудолюбия.
Общая протяжённость Циммервальдской улицы составляет 470 метров.

## История
Улица возникла в 1770-х годах в ходе регулярной застройки района Затьмачье. Называлась Ржевской улицей, вероятно, потому, что рядом проходит Старицкая улица (Софьи Перовской), которая является началом дороги в сторону Ржева .
В начале 19 века Ржевская улица была продлена на 1 квартал на юго-запад и стала называться Поляковой улицей. Происхождение этого названия неизвестно (возможно, по фамилии кого-то проживавших на ней).
Улица застраивалась малоэтажными домами, главным образом деревянными. Начало нечётной стороны занимала Духовная семинария. В 1920-х годах советские власти переименовали улицу в честь Циммервальдской конференции .
В 1929 году чётную сторону 1-го квартала заняла швейная фабрика. В 1933 году на западном углу с улицей Дмитрия Донского был построен трёхэтажный кирпичный жилой дом № 2.
В начале 1990-х годов на углах с переулком Трудолюбия были построены жилые дома № 34 (пятиэтажный) и 35 к. 1 (двенадцатиэтажный) по переулку.
В 2009 году были снесены дома № 13, 15а и 15.

## Здания и сооружения
Дом 31/34 — дом, в котором в 1905 г. располагалась подпольная квартира Тверского комитета РСДРП. Памятник истории.